# Канцелярія малоросійського генерал-губернатора
Канцелярія малоросійського генерал-губернатора — один із центральних (поряд із 2-ю Малоросійською колегією) органів влади в Лівобережній Україні, за допомогою якого здійснювалося управління колишньою Гетьманщиною після скасування інституту гетьманату. Заснована в 1765. До канцелярії надходили справи, пов'язані з наглядом за адмініструванням у Запорозькій Січі та м. Київ, починаючи з 1775 — Слобідсько-Українській губернії, з 1780 — також Курській губ. Підпорядковувалася безпосередньо малоросійському генерал-губернаторові, а під час його відсутності — або одному з членів Малоросійської колегії, або ж обер-коменданту Києва. Розміщувалася в м. Глухів. Поточне управління справами установи здійснював «правитель». Канцелярія поділялася на експедиції: малоросійську, обер-аудиторську, таємну, які відали відповідно адміністративними і фінансовими, слідчими та судовими, військовими й особливо важливими справами. До штату канцелярії входили: правителі експедицій (у тому числі обер-аудитор), секретар, флігель-аудитор, канцеляристи, перекладач, денщики. Канцелярію охороняли 8 компанійців. Утримувалася на кошти канцелярії Малоросійського скарбу (див. Генеральна скарбова канцелярія). Припинила своє існування із запровадженням 1782 намісництв.